# Jana Egorjan
Jana Karapetovna Egorjan (in russo Яна Карапетовна Егорян?; trasl. angl. Yana Egorian; Tbilisi, 20 dicembre 1993) è una schermitrice russa, campionessa olimpica nella sciabola individuale alle Olimpiadi di Rio de Janeiro 2016.

## Biografia
Jana Egorjan nasce il 20 dicembre 1993 ad Tbilisi, in Georgia. All'età di 6 anni si trasferisce con la famiglia a Chimki, nell'Oblast' di Mosca, dove inizia a praticare la scherma sotto la guida di Sergej Semin. Più tardi inizia ad essere allenata anche da Elena Zhemaeva e sceglie la sciabola come sua specialità.

## Carriera

### Giochi Olimpici di Rio de Janeiro 2016
L'8 agosto conquista la medaglia d'oro nella sciabola individuale sconfiggendo in finale la connazionale Sof'ja Velikaja mentre il 14 agosto conquista anche la medaglia d'oro nella sciabola a squadre battendo in finale la squadra ucraina.

## Palmarès

### Risultati élite
In carriera ha ottenuto i seguenti risultati:
Giochi olimpici
Individuale
- Oro nella sciabola a Rio de Janeiro 2016

A squadre
- Oro nella sciabola a Rio de Janeiro 2016

Mondiali
Individuale
- Oro nella sciabola a Tbilisi 2025[3]
- Bronzo nella sciabola a Kazan' 2014
- Bronzo nella sciabola a Wuxi 2018

A squadre
- Argento nella sciabola a Budapest 2013
- Oro nella sciabola a Mosca 2015
- Argento nella sciabola a Wuxi 2018
- Oro nella sciabola a Budapest 2019

Mondiali militari
Individuale
- Oro nella sciabola a Wuhan 2019

A squadre
- Oro nella sciabola a Wuhan 2019

Europei
Individuale
A squadre
- Oro nella sciabola a Zagabria 2013
- Oro nella sciabola a Strasburgo 2014
- Oro nella sciabola a Montreux 2015
- Oro nella sciabola a Toruń 2016
- Argento nella sciabola a Tblisi 2017
- Oro nella sciabola a Novi Sad 2018
- Oro nella sciabola a Düsseldorf 2019

Universiadi
Individuale
A squadre
- nella sciabola a Kazan' 2013

## Onorificenze

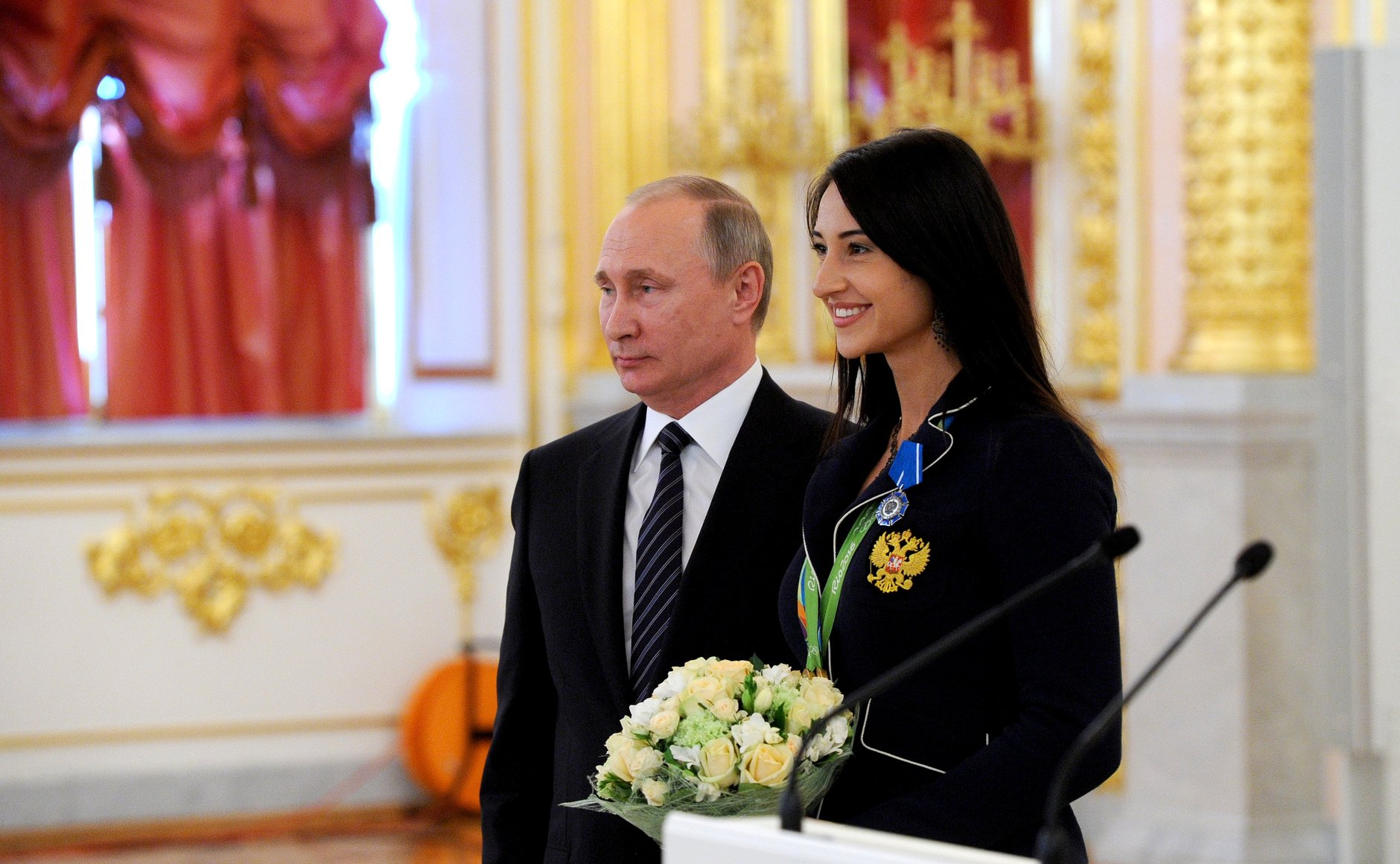
Il presidente russo Vladimir Putin e Jana Egorjan, alla cerimonia per l'assegnazione dell'Ordine d'onore, 2016.